# Зоран Реџић
Зоран Реџић (Сарајево, 29. јануара 1948) босанскохерцеговачки је музичар и бивши басиста Бијелог дугмета.

## Биографија
Као гимназијалац, заједно са братом Фадилом Реџићем (Индекси) почиње свирати у 'Активу савеза омладине општине Центар'. Године 1965. на сарајевској музичкој сцени појављује се група 'Чичци' са Зораном као бас-гитаристом. Реџић касније прихваћа понуду и придружује се 'Кодексима' у Италији, а по повратку у Сарајево наставља с Бреговићем и Вукашиновићем у трију 'Мића, Горан и Зоран'. Од прољећа 1974. године, каријера Зорана Реџића наставља се у 'Бијелом дугмету' с којим остаје до распада.
Осим што је водио рачуна о свом учешћу у укупном звуку групе Реџић се бринуо о инструментима и разгласу 'Бијелог дугмета'. Тренутно живи и ради у Сарајеву.

## Дискографија
- 1974 „Кад би' био бијело дугме“
- 1975 „Шта би дао да си на мом мјесту“
- 1979 „Битанга и принцеза“
- 1980 „Доживјети стоту“
- 1983 „Успаванка за Радмилу М.“
- 1984 „Косовка дјевојка“
- 1986 „Пљуни и запјевај моја Југославијо“
- 1988 „Ћирибирибела“